# Giedrius Barevicius
Giedrius Barevičius (né le 9 août 1976 à Vilnius) est un footballeur international lituanien.

## Palmarès
- Championnat de Lituanie : 2003, 2004, 2006 et 2007